# Bioenergetika
A bioenergetika a biokémia egyik részterülete, mely, mely a sejtben lezajló kémiai reakciók, anyagcsere-folyamatok felderítésével, ezek anyagcsere-útvonalakká és anyagcsere-hálózattá rendezésével, valamint ezen reakciók és folyamatok termodinamikai leírásával foglalkozik.
Az élőlényeknek a létfenntartáshoz, növekedéshez, szaporodáshoz munkát kell végezniük. A munkavégzéshez szükséges energiát rendkívül változatos módokon képesek kinyerni a környezetükből. Kémiai vagy fényenergia felhasználásával szabályozott módon képesek egyszerű vegyületekből bonyolult struktúrákba szerveződő makromolekulákat létrehozni. A megkötött energiát ezen kívül rengeteg féle módon képesek használni: koncentráció változást generálnak, mozgásra vagy hőtermelésre használják, akár elektromos áramot vagy fényt is képesek lehetnek előállítani.
A bioenergetika célja annak leírása, hogy az élő sejtek milyen módon képesek a környezetükből energiát nyerni, átalakítani, majd a saját, energiaigényes biokémiai folyamataikhoz (pl. felépítő anyagcsere, ostorok és csillók mozgatása) felhasználni. Az élő sejtekben az energia tárolásában és szállításában központi szerepük van a nagyenergiájú (makroerg) kötésekkel rendelkező molekuláknak, mint amilyen például az ATP.

## A bioenergetika termodinamikai alapjai
A termodinamika első főtétele szerint izolált rendszerekben az energia nem vész el, csak átalakul, míg a termodinamika második főtétele kimondja, hogy izolált rendszerben az entrópia (rendezetlenség) nem csökkenhet. Felületes szemlélő számára úgy tűnhet, hogy az élő szervezetek megszegik ezeket a törvényeket, hiszen a sejtek belseje jóval rendezettebb, mint a külső környezet, sőt a rendezettség pl. új molekulák szintézisekor nőhet is. Ugyanakkor az élő sejt nyílt rendszer, hiszen energiát és anyagot vesz fel a környezetéből, melynek egy részét (más formában) vissza is juttatja oda. A sejtek növekedése és osztódása során ugyan a sejten belüli rendezettség valóban nagymértékben nő, ezt azonban kompenzálja a sejt környezetében az entrópia növekedése és a sejt által leadott hőmennyiség.
Az élő rendszerekben a kémiai reakciók az esetek túlnyomó többségében állandó hőmérsékleten és nyomáson zajlanak le, így ezek a reakciók termodinamikai szempontból jól leírhatóak a Gibbs-féle szabadentalpiával. A Gibbs-féle szabadentalpia a kémiai reakciók során a munkavégzésre fogható energia mennyiségét fejezi ki, állandó nyomáson és hőmérsékleten:
{\displaystyle \Delta G=\Delta H-T\Delta S{\geq }0}
vagyis a Gibbs-féle szabadentalpia változása a kémiai reakció során bekövetkező entalpia (ΔH) és entrópia (ΔS) változástól függ. Ahhoz, hogy egy irreverzibilis reakció spontán lejátszódjon, a Gibbs-féle szabadentalpia változásnak negatívnak kell lennie. Ez azt jelenti, hogy adott hőmérsékleten egy endoterm reakció (ΔH>0) is lejátszódhat spontán, ha megfelelő mértékű entrópia-növekedéssel jár, és fordítva: egy entrópia-csökkenéssel járó reakció szintén lejátszódhat, ha a rendszer közben megfelelő mennyiségű hőt ad le (exoterm reakció). Ha ΔG=0, a kémiai reakció reverzibilis, termodinamikai egyensúly áll fenn.
Az élő szervezetek nem képesek a hőenergiát kémiai energiává alakítani (hiszen állandó többé-kevésbé hőmérsékletűnek tekinthetőek), így sejtben lezajló folyamataikhoz a Gibbs-féle szabadentalpia áll rendelkezésre. A kemotróf szervezetek a környezetből felvett tápanyagokból nyerik ki, a fototrófok pedig a fény elnyelésével állítják elő a működésükhöz szükséges szabadentalpiát. Mindkét típusú élőlény ATP vagy más nagyenergiájú vegyület formájában tárolja az így nyert energiát.